# Popovice (tvrz, okres Beroun)
Popovice jsou tvrz přestavěná na sýpku ve stejnojmenné vesnici u Králova Dvora v okrese Beroun ve Středočeském kraji. Její pozůstatky se dochovaly ve sklepích sýpky, která je chráněna jako kulturní památka.

## Historie
Miloslav Bělohlávek uvádí první písemnou zmínku o popovické tvrzi k roku 1544, ale podle Augusta Sedláčka byla zmíněna už v roce 1438, kdy Vilém Koukol z Popovic rozšířil věno své manželky o podíl na popovickém dvoře a tvrzi ve výši padesáti kop grošů. Vilém i jeho syn Václav zemřeli nejpozději roku 1454, a jejich statek připadl jako odúmrť panovníkovi. Král Ladislav jej zapsal Václavu Matrasovi z Valtířova a Vaňkovi ze Svárova. Vaněk se brzy poté stal jediným majitelem statku, který mu patřil ještě v roce 1481.
V roce 1519 na popovické tvrzi sídlil Karel ze Svárova. Jeho potomkem byl Jindřich Karel ze Svárova, po jehož smrti okolo roku 1540 statek přešel na jeho syna Jana, který si v roce 1544 nechal do desk zemských zapsat ves Popovice, tvrz a dvůr s hamrem a pivovarem. Ke statku patřila také vesnice a dvůr Koněprusy, Levín, pustý dvůr Zahřívec a pustá ves Rajov. Jan ze Svárova se oženil s Lidmilou ze Solopisk a jejich jediná dcera Kateřina v roce 1544 zdědila rodinný majetek. Nejspíše v roce 1557 se provdala za Zdeňka Ottu z Losu, který Popovice zdědil po její smrti roku 1571. V roce 1586 Zdeněk Otta z Losu popovický statek s Kornem a částí Počapel prodal Janovi staršímu z Lobkovic na Točníku. Od té doby Popovice patřily ke královodvorskému panství.
Pozůstatky tvrze se dochovaly v suterénu sýpky. Její barokní budova součástí zemědělského dvora, který byl zrušen roku 1748. Má obdélníkový půdorys a dvě patra.